# Beda Mayr
Beda Mayr (Daiting, 15 gennaio 1742 – Donauwörth, 28 aprile 1794) è stato uno scrittore tedesco.
Benedettino, nel 1768 scrisse il Sistema copernicano (De copernicano systemate), approfondito trattato sulla teoria eliocentrica. Una sua lettera del 1778 a Heinrich Braun ne evidenzia la volontà di riconciliazione tra cattolici e protestanti; appunto per questa, pubblicata a sua insaputa, fu accusato di apostasia dai cattolici.
Dal 1787 al 1790 si dedicò alla scrittura, in 4 volumi, del Vertheidigung der katholischen Religion , in cui polemizzava sull'infallibiltà del papa. 
Attaccato da tale Johannes Hochbichler in un opuscolo del 1790, reagì scrivendo nello stesso anno un’Apologia.